# Gibeauxiella reliqua
Gibeauxiella reliqua ist ein Schmetterling (Nachtfalter) aus der Familie der Prachtfalter (Cosmopterigidae).

## Merkmale
Die Falter haben eine Flügelspannweite von elf Millimetern. Kopf und Stirn (Frons) sind gelblich weiß, der Scheitel (Vertex) ist cremeweiß. Die Fühler sind braun und cremeweiß geringelt. Der Thorax ist leuchtend braun. Die Tegulae sind ebenfalls leuchtend braun und an den Seiten und hinten ockerfarben. Die Vorderflügel sind glänzend braun und grob beschuppt. Die Mitte der äußersten Flügelbasis ist mit einem kleinen, cremeweißen Fleck gezeichnet. Bei 1/5 der Vorderflügellänge verläuft eine cremeweiße Binde schräg nach außen. Sie reicht nicht bis zum Flügelinnenrand. Zwei cremeweiße Costalflecke liegen bei der Hälfte und bei 4/5 der Vorderflügellänge. Der äußere Fleck ist größer. Der Innenwinkel ist mit einem großen, runden, cremeweißen Fleck versehen. Die Fransenschuppen sind dunkel graubraun, am Apex sind sie dunkelbraun und werden zum Innenwinkel fahler. Die Hinterflügel sind graubraun und haben einen goldenen Glanz. Die Fransenschuppen sind graubraun. Das Abdomen ist glänzend graubraun, das Afterbüschel grau.
Bei den Männchen ist das rechte Brachium vor dem Apex gekrümmt. Das linke Brachium verjüngt sich distal abrupt zu einer scharfen Spitze. Die Valven sind lappenförmig und haben keine ausgeprägten Fortsätze oder Einbuchtungen. Sie sind leicht asymmetrisch, die rechte Valve hat an der Spitze einen kleinen Zahn. Die Valvellae sind spatelförmig und leicht nach außen gebogen. Die rechte Valvella ist größer als die linke. Weitere Fortsätze gleicher Länge sind vorhanden, der rechte ist länglich und dreieckig, der linke ist parallelwandig. Der Aedeagus ist kurz und bogenförmig und verjüngt sich distal allmählich.

### Ähnliche Arten
Gibeauxiella reliqua unterscheidet sich von der ähnlichen Art Gibeauxiella bellaqueifontis durch das Fehlen des zweiten cremeweißen Flecks am Vorderflügelinnenrand, des kleinen Flecks an der Flügelspitze, der ockerfarbenen Zeichnungselemente und der abstehenden Schuppenbüschel. Die Hinterflügel sind etwas dunkler.

## Verbreitung
Gibeauxiella reliqua wurde bisher nur in Frankreich (Forêt de Fontainebleau) und aus Madagaskar bekannt.

## Biologie
Das einzige bekannte europäische Exemplar der Art wurde Anfang Mai auf dem liegenden Stamm einer alten Rotbuche (Fagus sylvatica) in Frankreich gesammelt. Wahrscheinlich wurde sie aus Madagaskar eingeschleppt.

## Systematik
Aus der Literatur ist das folgende Synonym bekannt:
- Hodgesiella reliqua Gibeaux, 1986